# Llista de concursos de castells de Tarragona
Aquesta llista presenta tots els concursos de castells de Tarragona, ordenats cronològicament, amb el nombre de colles participants, i les guanyadores. Més avall es presenta una taula amb el rànquing de colles que han quedat en més ocasions entre els 3 primers llocs.

## Llista
| Ed. | Any  | Colles | Primera classificada                                                                     | Segona classificada                                                                                    | Tercera classificada |
| --- | ---- | ------ | ---------------------------------------------------------------------------------------- | --- | --- |
| 1a  | 1932 | 4      | Colla Vella dels Xiquets de Valls 3de7, 3de7s, 2de7 (i), 2de7, 5de7, pde5; 109 punts     | Colla Nova dels Xiquets de Valls 3de7, 3de7s, 2de7 (c), 5de7, 4de8 (i), 4de8 (i), pde5; 106 punts      | Colla Vella dels Xiquets de Tarragona 3de7 (c), 4de7, 2de6, 3de8s, pde5 (i); 75 punts                                          |
| 2a  | 1933 | 4      | Colla Nova dels Xiquets de Valls 5de7, 4de8, 2de7, 3de7s, 4de7a; 1.475 pessetes          | Mirons del Vendrell 5de7, 3de7s, 2de7, 4de8 (i), 4de7a, 3de7; 1.175 pessetes                           | Colla Nova dels Xiquets de Tarragona 5de7 (i), 5de7, 3de7s, 2de7 (i), 2de7 (i), 4de7a (i), 4de7, pde5 (c), 3de6s; 700 pessetes |
| 3a  | 1952 | 5      | Muixerra de Valls 4d8, 2d7, 3d7ps, 3de8 (i), 3de8 (i); 2100 punts                        | | Colla Vella dels Xiquets de Valls 3de7, 2de7 (c), 3de8 (i), 3de8 (i), 3de8 (i), pde6 (i); 1300 punts                           |
| 3a  | 1952 | 5      | Nens del Vendrell 2de7, 4de8, 3de7ps, 3de8 (i), 3de8 (i), 3de8 (i); 2100 punts           | | Colla Vella dels Xiquets de Valls 3de7, 2de7 (c), 3de8 (i), 3de8 (i), 3de8 (i), pde6 (i); 1300 punts                           |
| 4a  | 1954 | 5      | Colla Vella dels Xiquets de Valls 2de7, 3de7ps, 4de7a, 3de8 (c), pde6 (i)                | Nens del Vendrell 4de7a (c), 3de7ps, 3de7                                                              | Colla Vella dels Xiquets de Tarragona 4de7a (c), 3de7ps, 2de6 (c)                                                              |
| 5a  | 1956 | 5      | Colla Vella dels Xiquets de Valls 2de7, 3de8 (c), 3de7ps                                 | Muixerra de Valls 4de8 (c), 3de7ps, 4de7a, 3de8 (i), 2de7 (i)                                          | Nens del Vendrell 3de7ps, 2de7 (c), 4de7a, 4de8 (i)                                                                            |
| 6a  | 1970 | 6      | Nens del Vendrell pde6, pde7f (c), 2de8f                                                 | Colla Vella dels Xiquets de Valls 2de8f (c), pde7f (c), pde6 (c), 4de8a (i)                            | Castellers de Vilafranca 4de8 (i), 4de8 (i), 2de7, 5de7                                                                        |
| 7a  | 1972 | 8      | Castellers de Vilafranca pde6 (c), 4de8, 2de7, 3de8 (c)                                  | Colla Vella dels Xiquets de Valls 4de8 (c), 2de7, 3de7ps, pde6 (i), pde6 (i), pde7f (i)                | Colla Jove Xiquets de Valls 5de7, 4de8 (c), 4de7a, 2de7 (i), 2de7 (i), 2de7 (c)                                                |
| 8a  | 1980 | 16     | Colla Joves Xiquets de Valls 4de8, 3de8, 5de8 (i), 5de8 (i), 5de8 (c)                    | Colla Vella dels Xiquets de Valls 4de8, 3de8, 2de8f, 5de8 (i)                                          | Castellers de Vilafranca 5de7, 3de7ps (i), 3de7ps, 3de7, 4de8 (c)                                                              |
| 9a  | 1982 | 20     | Colla Vella dels Xiquets de Valls 2de8f, 4de8, 3de8, 4de9f (c), pde5, 5de8 (i)           | Castellers de Vilafranca 3de7ps, 4de8 (c), 2de8f (i), 2de8f, pde5, pde6 (i)                            | Xiquets de Tarragona 3de7ps, 2de7, 4de8, pde5, pde6 (i)                                                                        |
| 10a | 1984 | 17     | Colla Vella dels Xiquets de Valls 2de8f, 4de9f (c), 3de8, 5de8 (i)                       | Castellers de Vilafranca 3de8, 4de8, 2de8f, pde6 (i)                                                   | Colla Jove Xiquets de Tarragona 4de8, 2de7 (c), pde6 (c)                                                                       |
| 11a | 1986 | 14     | Colla Vella dels Xiquets de Valls 2de8f, 5de8, 3de8, 3de9f (c)                           | Colla Joves Xiquets de Valls 2de8f (c), 4de8, 3de8, 4de9f (c), 5de8 (i)                                | Castellers de Vilafranca 2de8f (i), 2de8f (c), 3de8, 4de8, 4de9f (i)                                                           |
| 12a | 1988 | 18     | Colla Joves Xiquets de Valls 3de9f (c), 2de8f, 4de9f (c)                                 | Castellers de Vilafranca 3de9f (c), 2de8f, 4de8, (4de9f (c))                                           | Colla Vella dels Xiquets de Valls 2de8f (c), 3de8, 4de8, 3de9f (i), 3de9f (i)                                                  |
| 13a | 1990 | 12     | Colla Joves Xiquets de Valls 3de9f, 2de8f, 4de8, 4de9f (i), 4de9f (c)                    | Colla Vella dels Xiquets de Valls 2de8f, 4de8, 4de9f (c), 3de7, 3de9f (i), 3de9f (i)                   | Castellers de Vilafranca 3de8, 2de8f, 4de8, 3de9f (i), 3de9f (i)                                                               |
| 14a | 1992 | 20     | Colla Joves Xiquets de Valls 3de9f, 4de9f, 5de8                                          | Colla Vella dels Xiquets de Valls 4de9f, 3de8, 2de8f, 3de9f (i)                                        | Colla Jove Xiquets de Tarragona 2de8f, 3de8, 5de7, 4de8 (i), 4de8 (i)                                                          |
| 15a | 1994 | 23     | Colla Vella dels Xiquets de Valls 4de9f, 5de8, 3de9f, 2de9fm (i)                         | Colla Jove Xiquets de Tarragona 3de9f, 4de9f (i), 4de9f, 5de8, 5de9f (i)                               | Colla Joves Xiquets de Valls 3de9f, 4de9f (c), 5de8, 2de9fm (i)                                                                |
| 16a | 1996 | 18     | Castellers de Vilafranca 3de9f, 4de8a (c), 4de9f, 2de9fm, pde8fm (i)                     | Colla Vella dels Xiquets de Valls 3de9f (c), 5de8, 2de8f, 4de9f, 5de9 (i), 2de9fm (i)                  | Colla Joves Xiquets de Valls 3de8, 4de9f, 3de9f (i), 3de9f (i), 2de8 (i), 2de8f                                                |
| 17a | 1998 | 18     | Castellers de Vilafranca 2de9fm, 4de9fa (i), 4de9fa, pde8fm (c), 5de9f (c); 26.410 punts | Colla Vella dels Xiquets de Valls 5de9f, 4de9fa (c), pde8fm (i), pde8fm (c), 4de9 (i); 26.390 punts    | Colla Jove Xiquets de Tarragona 3de9f (c), 4de9f (c), 4de8a, 4de9 (i); 16.717 punts                                            |
| 18a | 2000 | 18     | Colla Vella dels Xiquets de Valls 5de9f, 3de10fm (c), 2de8 (i), 2de9fm; 30.400 punts     | Colla Joves Xiquets de Valls 4de9 (c), 3de9f, 5de9f (i), 5de9f (i), 2de8f; 21.580 punts                | Castellers de Vilafranca 4de9fa, 3de10fm (i), 3de10fm (i), 2de8 (c), 4de9 (i); 19.617 punts                                    |
| 19a | 2002 | 18     | Castellers de Vilafranca 4de9fa, 5de9f, 3de10fm (c), 4de9 (i); 32.186 punts              | Colla Vella dels Xiquets de Valls 4de9fa (c), 5de9f, 2de8 (i), 3de10fm (2p), 2de9f (i); 18.370 punts   | Capgrossos de Mataró 2de8f, 5de8 (id), 5de8, 3de9f; 15.387 punts                                                               |
| 20a | 2004 | 18     | Castellers de Vilafranca 4d9fa, pd8fm, 2d8 (c), 3d10fm (i); 29.490 punts                 | Colla Vella dels Xiquets de Valls 5d9f (c), 4d9fa, 2d8 (i), 2d8 (i), 3d9 (i); 18.390 punts             | Colla Joves Xiquets de Valls 3d9f, 4d9f, 2d9fm (i), 4d8a (id), 4d8a (c); 17.194 punts                                          |
| 21a | 2006 | 18     | Castellers de Vilafranca 4de9fa, 5de9f, 3de10fm (i), 2de8 (c); 5.754 punts (-5)          | Colla Vella dels Xiquets de Valls 4de9fa (c), 5de9f (id), 5de9f (c), 4de9 (i), 3de9f; 3.870 punts (-3) | Colla Joves Xiquets de Valls 3de9f, 5de9f (i), 4de9f, 5de9f (i); 1.597 punts (-3)                                              |
| 22a | 2008 | 18     | Castellers de Vilafranca 4de9fa, pde8fm, 2de8 (c), 4de9 (c); 5.997 punts (-4)            | Colla Vella dels Xiquets de Valls pde8fm(c), 5de9f (c), 4de9fa (id), 4de9fa (id); 2.619 punts (-5)     | Colla Joves Xiquets de Valls 5de9f (i), 3de9f, 2de8 (i), 4de9f (c), 5de8; 2.046 punts (-6)                                     |
| 23a | 2010 | 14     | Castellers de Vilafranca 4de9fa, Pde8fm(c), 5de9f, 2de8(i); 4.795 punts                  | Colla Joves dels Xiquets de Valls 3de9f, 4de9f, 5de9f(c); 3.067 punts                                  | Colla Vella dels Xiquets de Valls 5de9f(c), Pde8fm(i), 3de9f, Pde8fm(i), 2de9fm(i); 2.302 punts                                |
| 24a | 2012 | 32     | Castellers de Vilafranca 4de9fa(c), 3de9fa(c), 2de8sf, 4de9sf; 8.810 punts               | Colla Joves dels Xiquets de Valls 3de9f, 5de9f, 9de8; 7.284 punts                                      | |
| 24a | 2012 | 32     | Castellers de Vilafranca 4de9fa(c), 3de9fa(c), 2de8sf, 4de9sf; 8.810 punts               | Colla Vella dels Xiquets de Valls 9de8, 5de9f, 4de9fa(i), 3de9f; 7.284 punts                           | |
| 25a | 2014 | 41     | Castellers de Vilafranca 4de9fa, 3de9fa, 2de8sf(c), 3de10fm(c); 6.025 punts              | Colla Vella dels Xiquets de Valls 4de9fa, 3de10fm(c), 2de8sf(c), 4de9sf(id); 5.970 punts               | Colla Jove Xiquets de Tarragona 9de8, 5de9f, 3de9fa(i), 3de10fm(c); 5.235 punts                                                |
| 26a | 2016 | 45     | Castellers de Vilafranca 3d10fm, 2d8sf(c), 4d10fm, 2d8sf(c); 7080 punts                  | Colla Jove Xiquets de Tarragona 5d9f, 3d9fa, 3d10fm(i), 9d8; 4985 punts                                | Colla Vella dels Xiquets de Valls 4d10fm(c), 3d10fm(i), 4d9sf, 3d9sf(i), 3d9sf(i); 4530 punts                                  |
| 27a | 2018 | 42     | Colla Vella dels Xiquets de Valls 4d9sf, 2d8sf, 3d10fm(c); 9690 punts                    | Castellers de Vilafranca 3d10fm, 2d8sf(c), 4d10fm(i), 2d9fm; 8070 punts                                | Colla Jove Xiquets de Tarragona 5d9f, 3d10fm(c), 9d8; 7090 punts                                                               |
| 28a | 2022 | 41     | Castellers de Vilafranca 3d10fm, 4d10fm(i), 5d9f, 4d9sf(c); 8485 punts                   | Colla Joves Xiquets de Valls 4d9sf, 2d8sf(i), 2d8sf(c), 5d9f(c); 8050 punts                            | Colla Vella dels Xiquets de Valls 2d8sf(c), 4d9sf(i), 3d9f, 4d9f; 5755 punts                                                   |
| 29a | 2024 | 42     | Castellers de Vilafranca 3d10fm, 9d9f(id), 4d9fa(c), 9d9f(c), 4d10fm(c); 9465 punts      | Colla Vella dels Xiquets de Valls 4d9sf, 4d10fm(i), 4d9fa(c), 4d10fm(c); 8315 punts                    | Colla Jove Xiquets de Tarragona 2d9fm, 3d10fm, 5d9f(c); 7605 punts                                                             |

## Rànquing de colles que han quedat en els 3 primers llocs
La següent taula mostra el rànquing de colles que han quedat en les tres primeres posicions de les diverses edicions del concurs de castells Tarragona.
| Rànquing | Colla                                 | Victòries | 2a posició | 3a posició | Total |
| -------- | ------------------------------------- | --------- | ---------- | ---------- | ----- |
| 1        | Castellers de Vilafranca              | 13        | 4          | 5          | 22    |
| 2        | Colla Vella dels Xiquets de Valls     | 9         | 14         | 5          | 28    |
| 3        | Colla Joves Xiquets de Valls (*)      | 6         | 7          | 6          | 19    |
| 4        | Nens del Vendrell                     | 2         | 1          | 1          | 4     |
| 5        | Colla Jove Xiquets de Tarragona       | 0         | 2          | 6          | 8     |
| 6        | Mirons del Vendrell                   | 0         | 1          | 0          | 1     |
| 7        | Colla Vella dels Xiquets de Tarragona | 0         | 0          | 2          | 2     |
| 8        | Capgrossos de Mataró                  | 0         | 0          | 1          | 1     |
| 8        | Xiquets de Tarragona                  | 0         | 0          | 1          | 1     |
| 8        | Colla Nova dels Xiquets de Tarragona  | 0         | 0          | 1          | 1     |

- (*) La Colla Joves Xiquets de Valls inclou la Colla Nova dels Xiquets de Valls de l'any 1932 i 1933, i la Muixerra de Valls de 1952 i 1956.